# Klimovskij rajon
Il Klimovskij rajon (in russo Климовский район?) è un rajon dell'Oblast' di Brjansk, nella Russia europea; il capoluogo è Klimovo. Istituito nel 1929, ricopre una superficie di 1.530 chilometri quadrati e nel 2010 ospitava una popolazione di 31.013 abitanti.